# Nasze miasto
Nasze miasto (ang. Our Town) – amerykański film z 1940 roku w reżyserii Sama Wooda.

## Obsada
- William Holden
- Martha Scott
- Fay Bainter
- Thomas Mitchell
- Guy Kibbee
- Beulah Bondi

## Nagrody i nominacje
| Nazwa nagrody | Wygrane            | Nominacje |
| ------------- | ------------------ | --- |
| Oscar         | 1941 bez rezultatu | 1941 Najlepszy film wytwórnia Sol Lesser Najlepsza aktorka pierwszoplanowa Martha Scott Najlepsza muzyka Aaron Copland Najlepsza muzyka oryginalna Aaron Copland Najlepsza scenografia – filmy czarno-białe Lewis J. Rachmil Najlepszy dźwięk Thomas T. Moulton Samuel Goldwyn SSD |